# Madinat al-Aszir min Ramadan
Madinat al-Aszir min Ramadan (arab. مدينة العاشر من رمضان) – miasto w Egipcie, w muhafazie Asz-Szarkijja. W 2006 roku liczyło 125 920 mieszkańców.